# Халус Руслан Петрович
Русла́н Петро́вич Ха́лус (1977—2014) — капітан батальйону патрульної служби міліції особливого призначення «Миротворець» МВС України, учасник російсько-української війни.

## Життєпис
Народився 1977 року в селі Козинці (Липовецький район, Вінницька область). Батько, Петро Федорович, працював у міліції, на пенсію вийшов у званні підполковника, мама, Світлана Іванівна — вчителька початкових класів, виховували сина Руслана та дочку Людмилу (1984 р.н.).
1994 року закінчив Чечельницьку ЗОШ № 2. Після закінчення Київського автомобільного інституту сухопутних військ служив у військовій частині в місті Котовськ. Після семи років служби по розформуванні частини звільнився в запас у званні капітана. У 2006—2008 роках працював у Чечельницькій РДА. У 2008—2011 роках жив і працював у Італії. Після повернення працював на різних роботах.
У часі війни — доброволець, старший інспектор, батальйон патрульної служби міліції особливого призначення «Миротворець». Чергували на блокпостах, здійснювали розвідувальні дії.
29 серпня 2014-го під час виходу з Іловайського котла «зеленим коридором» загинув внаслідок обстрілу, вчиненого російськими десантниками біля села Горбатенко, разом з бійцем батальйону «Херсон» Олегом Гребінським.
19 вересня 2014-го тіло знайшла пошукова група Місії «Експедиція-200» («Чорний тюльпан») поруч з селом Горбатенко, перевезене у Запоріжжя.
Упізнаний товаришами та родичами, похований у Чечельнику 4 жовтня 2014-го з військовими почестями.

## Нагороди та вшанування
За особисту мужність і героїзм, виявлені у захисті державного суверенітету та територіальної цілісності України, вірність військовій присязі під час російсько-української війни
- нагороджений орденом «За мужність» III ступеня (26.2.2015, посмертно).
- 19 лютого 2015 року на вшанування його пам'яти відкрито пам'ятну дошку у Чечельнику
- Його портрет розміщений на меморіалі «Стіна пам'яті полеглих за Україну» в Києві: секція 3, ряд 10, місце 36
- Вшановується 29 серпня на щоденному ранковому церемоніалі вшанування українських захисників, які загинули цього дня в різні роки внаслідок російської збройної агресії[1]
- Іловайський Хрест (посмертно)